# 中村良夫 (技術者)

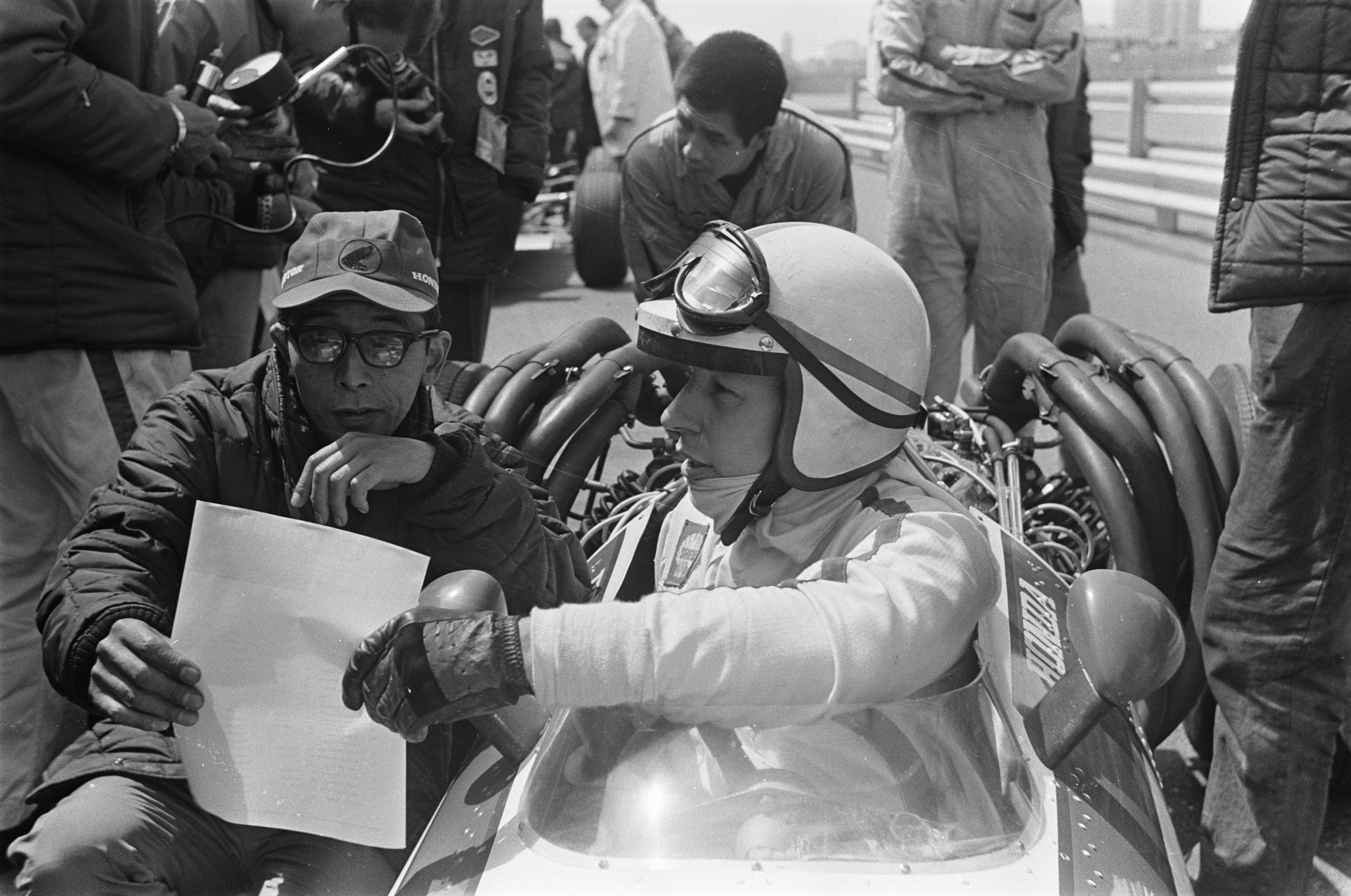
ジョン・サーティースと会話する中村良夫（左の人物）、1968年オランダGPにて

中村 良夫（なかむら よしお、1918年9月8日 - 1994年12月3日）は、本田技研工業（ホンダ）のエンジン技術者で、元ホンダF1チームの監督。山口県下関市入江町出身。

## 生涯
山口中学校、山口高等学校を経て、1940年4月に東京帝国大学工学部航空学科（原動機專修）入学、1942年9月繰り上げ卒業。同年中島飛行機（富士重工業「スバル」の前身の一つ）に入社、航空エンジン開発部門のエンジニアを務め、同時に帝国陸軍の航技中尉（技術中尉）として陸軍航空技術研究所や陸軍航空審査部に属し、超大型重爆撃機「富嶽」や ジェット戦闘襲撃機キ201「火龍」などの開発に携わる。
敗戦後、1950年オート三輪メーカーの日本内燃機製造（後の東急くろがね工業、現・日産工機）に転職。その後くろがねが経営危機に陥ったため、1958年3月にホンダに入社した。
当時オートバイ専業メーカーだったホンダには自動車（四輪）のことがわかるエンジニアがほとんどいなかったため、入社後まもなく本田技術研究所の四輪開発部隊の責任者を任される。中村はS500やT360といった市販車の開発の指揮を執る一方でF1チームの監督となり、1964年よりスタートしたホンダのF1参戦の責任者となる。
1965年は、シーズン当初こそ本田宗一郎の命令によりF1チームの監督から外れ市販車の開発に専念することになるが、最終戦・メキシコグランプリを前にF1チームの監督に復帰。海抜2000mを越える高地で開催される同グランプリでは、かつて航空機エンジンを開発した中村の知識と経験が大きく生き、リッチー・ギンサーがホンダのF1における初勝利を飾った。この時中村は東京の本社へ、ユリウス・カエサルに倣った「Veni, vidi, vici」（来た、見た、勝った）の電文を送っている。
1966年は再びF1チームの監督から外れたが、翌1967年には三度F1チームの監督に復帰。この頃ホンダは新車の販売不振に伴いモータースポーツ活動を縮小する方向に向かっており、二輪のロードレース世界選手権、四輪のF2などから撤退していたが、中村はこの年からホンダF1のドライバーとなったジョン・サーティースらの協力を得て、イギリスで独自にガレージを構えてF1参戦を継続する道を選択。そのためシャシーをイギリスのレーシングカーコンストラクターであるローラと共同開発するなど体制を一新した。その甲斐あってか、同年のイタリアグランプリでは、ローラと共同開発したホンダ・RA300に乗るサーティースが、ホンダF1としての通算2勝目を挙げる。
このため1968年シーズンは好成績が期待されたが、実際には本田宗一郎が空冷エンジンを搭載したホンダ・RA302によるF1参戦をぶち上げたことのあおりを受けるなどの問題が重なり、結果は不振に終わる。またローラとの提携後もF1用のエンジンだけは日本の研究所で開発を行ってきたが、ホンダの小型四輪車として最初のヒット作となるシビックの開発へリソースを振り向ける為、同年限りで中村はF1からの撤退を決断した。
F1撤退後はホンダの欧州駐在員となる。ただこれも、実際にはF1活動において本田宗一郎とあまりにも激しく対立したため、日本に帰れなくなってしまったのだと言われている。中村が日本に戻ったのは、本田宗一郎がホンダの社長を退任した1973年のことであった。
帰国後は同社常務を経て、1977年に特別顧問に退く。第一線を退いた後、F1などのモータースポーツに関する批評活動も展開し、数多くの著書を残した。三栄書房の自動車雑誌『モーターファン』にコラム連載を持ち、1994年に死去するまで連載を続けた。死後の『モーターファン』誌には自身が生前に書いておいた死亡時のための原稿が掲載された。

## 本田宗一郎との関係
中村と本田の関係を説明することは難しい。まず、「本田像」とでも言うべきものが、初期には業界の（内々の）伝説であったものが、やがて企業広告の一部となり、また日産や豊田のような大手ではあくまで企業として、たとえばスカイラインの広告としてコントロールされた下で桜井眞一郎といった人物像が作られたのに対し、本田の場合はHondaというブランドイメージそのものを体現する人として、また「立志伝中の人」として第三者による伝記等も多く、あくまでエンジニアとしての視点から物事を綴った中村の文章と、前提に違いがあるからである。
またそのように本田のイメージが一般向けには作られた一方で、モータースポーツや自動車のような「マニア筋」の多い世界では、10年もすれば雑誌等で、非公式的な「あの時、実は」といったようなエピソードも語られ始めるのが常である。空冷の件など、ある時期を過ぎればそちらのほうが何度も語られるようになって、さらに逆のフォロー等も必要になったりするわけである。
たとえば、後年の述懐としては、「世間では、オヤジさんと私が仲違いしたように受け取られているようだが、空冷か水冷かをめぐる喧嘩はあくまで技術論上のやり取りであって、どうも誤解されているようだ」という言葉や、その技術的な対立についても全体的に見れば、「本田社長と完全に意見が一致した項目のほうが、意見が一致しないで従業員の立場にある私がやむを得ず屈しなければならなかった項目よりはるかに多かった」といった言葉もある。もちろんその一方でその「技術論」としては、空冷水冷の件で「結局、本田社長はもっとも基本的な熱力学の物理法則を理解していないので、いくらいっても論争がかみ合わないのです」という辛辣な言葉もある。従って、ひとつひとつのエピソードや残された記述をそのままに解するのではなく、その前後の流れや背景を読み解く必要があり簡単ではないのである。
「人間としては尊敬できるが技術者としては尊敬できない」と語るように、両者の関係は良好とは言い難い部分があった。中村の場合、単にF1活動だけをやっていただけではなく、本田技研の市販車の開発責任者でもあり、F1参戦初年度（1964年）はチームを率いて現場を回るが、翌年は市販車の開発に比重を置くために本社に残留し市販四輪車の基礎を担った。この状況が本田との軋轢の要因となる。本田が空冷エンジンに固執し、「走る実験室」と呼ばれたF1だけでなく市販車にまで技術的に限界のある空冷で押し通すのは本田技研にとってマイナスであり、本田の理工学的な無理解、そして開発において強大な権限が本田にあり決定が下されると技術者はそれに従うしかない状況（中村が企画したホンダ・シビックが却下され、本田の推す空冷エンジン搭載のホンダ・1300が企画が通るなど）に対しこのような社長の下で働くことに対して嫌気がさし中村も一旦辞めることを決心したが、河島喜好ら役員の「本田宗一郎はもうすぐ引退させるから」という慰留によりヨーロッパ事務局を設立しロンドンで約3年を過ごす。その3年間は時おり帰国して本社に出勤するも、本田とは一度も顔を合わせない徹底ぶりであった。また、「世間に流布された『本田宗一郎』とは藤沢武夫が世の中に受けるように脚色した虚像であって真実ではない」と自著『ひとりぼっちの風雲児』において指摘している。これは藤沢自身が、最後の仕事として、この虚像を打ち消さねばならないと言うのを、中村も聞いているという。
しかし、一方で「人間としては尊敬できる」と語るように特定産業振興臨時措置法案をめぐり、普通の社長なら今後のことも考えて役人と適当なところで妥協するだろうが、本田宗一郎は会社と従業員を守るために徹底的に官僚と戦った点などを評価している。

## 余談
「F1は走る実験室」というのは参戦資金を確保するための口実でしかなく、本来間違っていると述懐している。

## 著作
- 『グランプリ1 南に西に北に』（二玄社、1969年9月） ISBN 4-544-04004-3
- 『グランプリ2 わが仲間たち』（二玄社、1970年10月） ISBN 4-544-04005-1
- 『グランプリレース ホンダF1と共に』（山海堂、1979年12月） ISBN 4-381-00557-0
- 『クルマよ こんにちは』（三栄書房、1980年6月）
- 『レーシングエンジンの過去・現在・未来』（グランプリ出版、1981年11月） ISBN 4-381-00438-8
- 『クルマよこんにちは 私の心象風景』（三栄書房、1983年10月） ISBN 4-87904-012-6
- 『F1グランプリ 時とともに』（二玄社、1985年12月） ISBN 4-544-04032-9
- 『F1グランプリ ホンダF1と共に 1963~1968』（三樹書房、1988年9月） ISBN 4-89522-233-0
- 『F-1グランプリ群像』（三樹書房、1989年3月） ISBN 4-89522-132-6
- 『クルマよ 何処へ行き給ふや あるエンジニアによる哩石の記』（グランプリ出版、1989年4月） ISBN 4-906189-83-0
- 『F-1グランプリよ こんにちは 私のメモ1984～1988』（三樹書房、1989年9月） ISBN 4-89522-134-2
- 『クルマよこんにちは 私の断章』（三樹書房、1990年1月） ISBN 4-89522-138-5
- 『F1グランプリ全発言』（山海堂、1990年6月） ISBN 4-381-07627-3
- 『F1グランプリコース 全16戦世界を走る』（三樹書房、1991年6月） ISBN 4-89522-151-2
- 『F1グランプリ全発言2』（山海堂、1992年4月） ISBN 4-381-07654-0
- 『私のグランプリ・アルバム 明日に語りつぐために』（二玄社、1992年10月） ISBN 4-544-04042-6
- 『ひとりぼっちの風雲児 私が敬愛した本田宗一郎との35年』（山海堂、1994年1月） ISBN 4-381-07685-0
- 『F1グランプリ全発言 完結編』（山海堂、1994年4月） ISBN 4-381-07691-5
- 『かるす・おうとまとす 自動車と私と地球と』（二玄社、1994年5月） ISBN 4-544-04045-0
- 『フォーミュラ・ワン 18年の集約』
  - （三樹書房、1994年10月） ISBN 4-89522-185-7
  - （三樹書房、2006年6月） ISBN 4-89522-475-9
  - （三樹書房、2008年10月） ISBN 978-4-89522-069-9

共著
- 『HONDA F1 1964~1968』（二玄社、1984年7月） ISBN 4-544-04027-2
- 『グランプリレース 栄光を求めて 1959-1967』（三樹書房、1989年6月） ISBN 4-89522-133-4
- 『ホンダスポーツ S360~S800M』（三樹書房、1990年5月） ISBN 4-89522-141-5
- 『F1レース10年の軌跡 1981~1990』（グランプリ出版、1991年1月） ISBN 4-87687-105-1
- 『ホンダ360ストーリー 小さな巨人1963～1974』（三樹書房、1991年8月） ISBN 4-89522-153-9
- 『ホンダシビック 英雄の登場』（三樹書房、1992年12月） ISBN 4-89522-165-2

翻訳
- ニキ・ラウダ『ターボ時代のF1』（二玄社、1985年1月） ISBN 4-544-04031-0